# Daisy Lúcidi
Daisy Lúcidi, nome completo Daisy Lopes Lúcidi Mendes (Rio de Janeiro, 10 agosto 1929 – Rio de Janeiro, 7 maggio 2020), è stata un'attrice, conduttrice radiofonica e politica brasiliana.

## Biografia
Italobrasiliana di Rio de Janeiro, condusse per quasi trent'anni (1971-2000) il popolare programma radiofonico Hola, Daisy su Rádio Nacional. Lavorò anche in altre trasmissioni della stessa emittente, come Teatro Misterio. 
Partecipò ad alcune telenovelas, come Paraíso Tropical, Passione e Babilonia, sostenendovi piccoli ruoli, e anche a qualche film.
Membro del Partito del Fronte Liberale, fece parte del consiglio comunale della Camera municipale di Rio de Janeiro e fu poi deputato dell'Assemblea legislativa statale di Rio de Janeiro per due mandati consecutivi. 
Daisy Lúcidi è morta a 90 anni nel maggio del 2020, per complicazioni da Covid-19. Era sopravvissuta al marito, il giornalista sportivo Luiz Mendes, e al figlio, il cantautore Junior Mendes.